# 100 + 1 vēlēšanās
100 + 1 vēlēšanās – wydany w 1995 roku trzeci studyjny album grupy Jauns Mēness.
Zawiera 12 utworów. W przeciwieństwie do poprzednich albumów, Aizlaid šaubas negaisam līdz i Izrāde spogulī, większość utworów jest w języku łotewskim, po angielsku zaś jedynie dwie piosenki.
Poczynając od tego albumu można zauważyć zmiany w stylu muzycznym zespołu, stopniowo przechodząc od epickich ballad rockowych do łotewskiej muzyki ludowej. Najbardziej popularnymi utworami albumu były Tavs superveikals i Divatā.
Do piosenki Divatā został nakręcony teledysk, który został uznany za najlepszy łotewski teledysk roku 1995.
Autorami wszystkich piosenek są Ainars Mielavs i Gints Sola. Album został wydany ponownie w 2001 roku, jako czwarty krążek antologii Kopotie Ieraksti.